# Carex knorringiae
Carex knorringiae är en halvgräsart som beskrevs av Georg Kükenthal och Lev Melkhisedekovich Kreczetowicz. Carex knorringiae ingår i släktet starrar, och familjen halvgräs. Inga underarter finns listade i Catalogue of Life.